# Giải bóng đá vô địch quốc gia Palau 2014
Giải bóng đá vô địch quốc gia Palau 2014 hay Palau Soccer League 2014 là mùa giải thứ 9 của giải đấu bóng đá ở Palau, và cũng đánh dấu 10 năm kể từ khi giải khởi tranh năm 2004. Mùa giải 2014 có 5 đội tham gia đến từ Palau. Giải đấu diễn ra theo hình thức vòng tròn một lượt, 4 đội xếp cao nhất giành quyền vào bán kết. Đây là mùa giải đầu tiên ở Palau kể từ mùa giải Mùa thu 2012, mà mùa giải kéo dài đến năm 2013. Giai đoạn đấu vòng tròn bắt đầu từ 13 tháng Tư, kết thúc ngày 15 tháng Sáu. Các trận đấu bán kết và chung kết diễn ra vào các ngày 22 và 29 tháng Sáu.

## Thể thức trận đấu
Không như các mùa giải khác (hay các trận bóng đá khác), các trận đấu của mùa giải 2014 có một quy luật độc đáo. Đó là:
- Các đội bóng sẽ ra sân với 9 người, thay vì 11 người như bình thường.[2]
- Các trận đấu kéo dài 60 phút (30 phút mỗi hiệp), thay vì 90 phút như bình thường.[2]

## Đội bóng 2014
Có 5 đội tham gia Giải bóng đá vô địch quốc gia Palau mùa này. Tất cả các trận đấu đều diễn ra trên sân PCC Track & Field ở Koror, sân nhà cho mọi đội bóng. Điều này bởi vì sự thiếu thốn địa điểm thích hợp cho các trận đấu bóng đá ở Palau. Các đội mùa giải 2014 (liệt kê theo thứ tự bảng chữ cái) như sau:
- Kramers FC
- Lyon FC
- New Stars FC
- Surangel Kings FC
- Team Friendship FC

Vị trí của Sân vận động PCC Track & Field, nơi tất cả các trận đấu đều diễn ra:
| Koror                               |
| ----------------------------------- |
| Sân vận động PCC Track & Field      |
| 7°20′B 134°28′Đ / 7,333°B 134,467°Đ |
| Sức chứa: 4.000                     |
| Koror                               |

## Mùa giải chính

### Bảng xếp hạng
Tính đến 27 tháng 6 năm 2014
| XH | Đội                 | Tr | T | H | T | BT | BB | HS  | Đ  | Lên hay xuống hạng          |
| -- | ------------------- | -- | - | - | - | -- | -- | --- | -- | --------------------------- |
| 1  | Team Friendship (A) | 8  | 7 | 0 | 1 | 27 | 9  | +18 | 21 | Đủ điều kiện tham dựBán kết |
| 2  | Kramers FC (A)      | 8  | 5 | 0 | 3 | 28 | 12 | +16 | 15 | Đủ điều kiện tham dựBán kết |
| 3  | New Stars FC (A)    | 8  | 2 | 2 | 4 | 18 | 21 | −3  | 8  | Đủ điều kiện tham dựBán kết |
| 4  | Lyon FC (A)         | 8  | 2 | 2 | 4 | 18 | 28 | −10 | 8  | Đủ điều kiện tham dựBán kết |
| 5  | Surangel Kings      | 8  | 1 | 2 | 5 | 17 | 38 | −21 | 5  |                             |

Cập nhật đến 1 tháng 6 năm 2014
Nguồn: 
Quy tắc xếp hạng: 1. Điểm; 2. Hiệu số bàn thắng; 3. Số bàn thắng.
PLW
(VĐ) = Vô địch; (XH) = Xuống hạng; (LH) = Lên hạng; (O) = Thắng trận Play-off; (A) = Lọt vào vòng sau. 
Chỉ được áp dụng khi mùa giải chưa kết thúc: 
(Q) = Lọt vào vòng đấu cụ thể của giải đấu đã nêu; (TQ) = Giành vé dự giải đấu, nhưng chưa tới vòng đấu đã nêu.

### Kết quả
Danh sách các trận đấu được thông báo trên trang điện tử của Hiệp hội bóng đá Palau.

#### Vòng 1
| Lyon FC | 0-3   | Team Friendship |
| ------- | ----- | --------------- |
|         | Nguồn | Không rõ        |

| Surangel Kings | 0-5   | Kramers FC |
| -------------- | ----- | ---------- |
|                | Nguồn | Không rõ   |

#### Vòng 2
| Lyon FC  | 2-2   | Surangel Kings |
| -------- | ----- | -------------- |
| Không rõ | Nguồn | Không rõ       |

| Team Friendship | 4-2   | New Stars FC |
| --------------- | ----- | ------------ |
| Không rõ        | Nguồn | Không rõ     |

#### Vòng 3
| Lyon FC  | 2-2   | New Stars FC |
| -------- | ----- | ------------ |
| Không rõ | Nguồn | Không rõ     |

| Team Friendship | 1-0   | Kramers FC |
| --------------- | ----- | ---------- |
| Không rõ        | Nguồn |            |

#### Vòng 4
| Lyon FC | 0-6   | Kramers FC |
| ------- | ----- | ---------- |
|         | Nguồn | Không rõ   |

| Surangel Kings | 4-2   | New Stars FC |
| -------------- | ----- | ------------ |
| Không rõ       | Nguồn | Không rõ     |

#### Vòng 5
| Team Friendship | 3-2   | Surangel Kings |
| --------------- | ----- | -------------- |
| Không rõ        | Nguồn | Không rõ       |

| Kramers FC | 1-3   | New Stars FC |
| ---------- | ----- | ------------ |
| Không rõ   | Nguồn | Không rõ     |

#### Vòng 6
| Lyon FC  | 1-2   | Team Friendship |
| -------- | ----- | --------------- |
| Không rõ | Nguồn | Không rõ        |

| Surangel Kings | 0-14  | Kramers FC |
| -------------- | ----- | ---------- |
|                | Nguồn | Không rõ   |

#### Vòng 7
| Surangel Kings | 5-7   | Lyon FC  |
| -------------- | ----- | -------- |
| Không rõ       | Nguồn | Không rõ |

| Team Friendship | 3-0   | New Stars FC |
| --------------- | ----- | ------------ |
| Không rõ        | Nguồn |              |

#### Vòng 8
| Team Friendship | 1-3   | Kramers FC |
| --------------- | ----- | ---------- |
| Không rõ        | Nguồn | Không rõ   |

| Lyon FC  | 1-4   | New Stars FC |
| -------- | ----- | ------------ |
| Không rõ | Nguồn | Không rõ     |

#### Vòng 9
| Surangel Kings | 3-3   | New Stars FC |
| -------------- | ----- | ------------ |
| Không rõ       | Nguồn | Không rõ     |

| Lyon FC  | 5-4   | Kramers FC |
| -------- | ----- | ---------- |
| Không rõ | Nguồn | Không rõ   |

#### Vòng 10
| Kramers FC | 3-2   | New Stars FC |
| ---------- | ----- | ------------ |
|            | Nguồn |              |

| Team Friendship | 10-1  | Surangel Kings |
| --------------- | ----- | -------------- |
|                 | Nguồn |                |

## Vòng loại trực tiếp
|  | Bán kết              | Bán kết    |   |  | Chung kết            | Chung kết |  |
|  |                      |            |   |  |                      |           |  |
|  | 22 tháng Sáu - Koror |            |   |  |                      |           |  |
|  | Team Friendship      | 1          |   |  |                      |           |  |
|  | Lyon FC              | 0          |   |  |                      |           |  |
|  |                      |            |   |  |                      |           |  |
|  |                      |            |   |  | 29 tháng Sáu - Koror |           |  |
|  |                      |            |   |  | Team Friendship      | 1         |  |
|  |                      | Kramers FC | 3 |  |                      |           |  |
|  |                      |            |   |  |                      |           |  |
|  |                      |            |   |  |                      |           |  |
|  |                      |            |   |  |                      |           |  |
|  | 22 tháng Sáu - Koror |            |   |  |                      |           |  |
|  | Kramers FC           | 5          |   |  |                      |           |  |
|  | New Stars FC         | 0          |   |  |                      |           |  |

### Bán kết
| Team Friendship | 1-0 | Lyon FC |
| --------------- | --- | ------- |
|                 |     |         |

| Kramers FC | 5-0 | New Stars FC |
| ---------- | --- | ------------ |
|            |     |              |

### Chung kết
| Team Friendship | 1-3 | Kramers FC |
| --------------- | --- | ---------- |
|                 |     |            |